# Aphaenogaster atlantis
Aphaenogaster atlantis är en myrart som beskrevs av Santschi 1929. Aphaenogaster atlantis ingår i släktet Aphaenogaster och familjen myror. Inga underarter finns listade i Catalogue of Life.